# Ctesias (geslacht)
Ctesias is een geslacht van kevers uit de familie Spektorren (Dermestidae). Ze komen voor in het Palearctisch gebied, inclusief Europa. Er zijn ongeveer 28 soorten.
Ongergeslacht Ctesias:
- Ctesias dusmae Beal, 1960
- Ctesias hebei Háva, 2004
- Ctesias orientalis Zhantiev, 1988
- Ctesias serra (Fabricius, 1792) – cobweb beetle

Ongergeslacht Decemctesias:
- Ctesias amoenus Háva, 2012
- Ctesias eggeri Herrmann & Háva, 2010
- Ctesias intermedia Mroczkowski, 1961
- Ctesias iranica Háva, 2005
- Ctesias kaliki Mroczkowski, 1961
- Ctesias maculifasciata Reitter, 1899
- Ctesias morocco Háva, 2000
- Ctesias mroczkowskii Háva & Kadej, 2014
- Ctesias olexai Háva, 2008
- Ctesias similis Háva, 2005
- Ctesias syriaca Ganglbauer, 1904
- Ctesias sogdiana Zhantiev, 1975
- Ctesias tschuiliensis Sokolov, 1972
- Ctesias yuliyae Háva in Nakládal & Háva, 2015

Ongergeslacht Novemctesias:
- Ctesias fasciata Zhantiev, 1975
- Ctesias nuratavica Sokolov, 1983

Ongergeslacht Tiresiomorpha:
- Ctesias dakariensis Herrmann & Háva, 2009
- Ctesias gambiensis Háva, 2022
- Ctesias gemma Zhantiev, 1976
- Ctesias hajeki Háva, 2005
- Ctesias klapperichi (Pic, 1954)
- Ctesias schawalleri Háva, 2002
- Ctesias taiensis Háva & Matsumoto, 2021
- Ctesias variegata Arrow, 1915